# 4 de dezembro
4 de dezembro é o 338.º dia do ano no calendário gregoriano (339.º em anos bissextos). Faltam 27 dias para acabar o ano.

## Eventos históricos

1991: Encerramento das operações da Pan Am

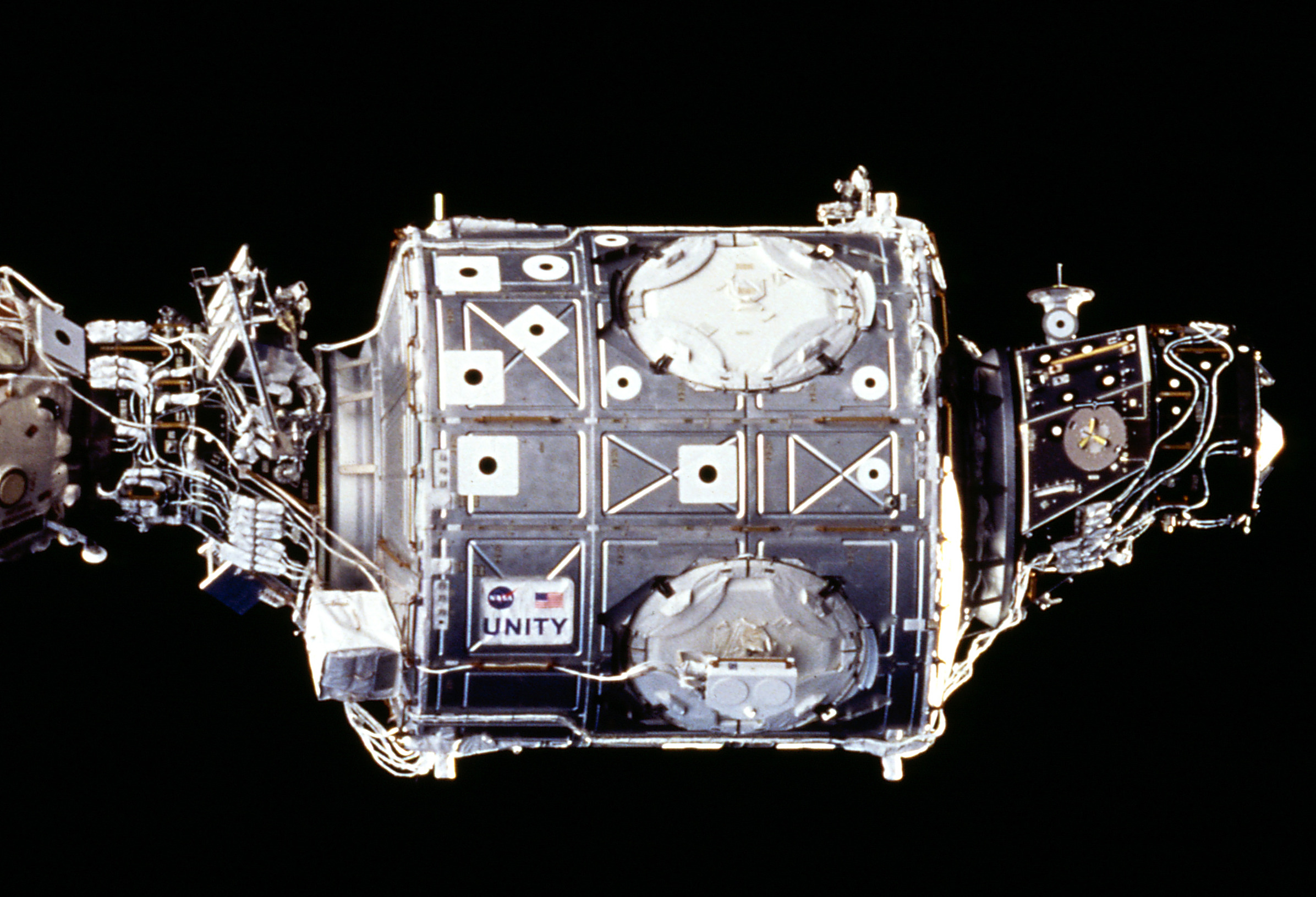
1998: Módulo Unity

- 0771 — O rei Carlomano I da Austrásia morre, deixando seu irmão Carlos Magno rei do agora completo Reino Franco.
- 0963 — O protonotário apostólico é eleito papa e toma o nome de Leão VIII, sendo consagrado em 6 de dezembro após a ordenação.[1]
- 1110 — Um exército liderado por Balduíno I de Jerusalém e Sigurdo, o cruzado da Noruega captura Sídon, no final da Primeira Cruzada.
- 1259 — Os reis Luís IX da França e Henrique III da Inglaterra concordam com o Tratado de Paris, no qual Henrique renuncia a suas reivindicações ao território controlado pela França na Europa continental (incluindo a Normandia) em troca de Luís retirar seu apoio aos rebeldes ingleses.
- 1496 — É anunciada, em Muge, a expulsão dos judeus e muçulmanos residentes em Portugal.
- 1563 — Realiza-se a sessão de encerramento do Concílio de Trento.
- 1676 — O Exército Real Dinamarquês sob o comando do Rei Cristiano V batalha contra o Exército da Suécia comandado pelo Rei Carlos XI na Batalha de Lund, até hoje considerada a batalha mais sangrenta da história da Escandinávia e um ponto de virada na Guerra da Escânia.
- 1791 — É publicada a primeira edição do The Observer, o primeiro jornal dominical do mundo.
- 1810 — Decreto do príncipe-regente João Maria de Bragança (futuro Rei Dom João VI de Portugal) cria, no Rio de Janeiro, a Academia Real Militar, atualmente chamada de Academia Militar das Agulhas Negras.
- 1864 — Guerra Civil Americana: a marcha de Sherman para o mar: em Waynesboro, Geórgia, as forças sob o comando do general da União Judson Kilpatrick impedem que as tropas confederadas interfiram na campanha do general da União William T. Sherman, destruindo várias localidades do sul em sua marcha pela costa para Atlanta.
- 1872 — O navio americano sem tripulação Mary Celeste é encontrado pelo bergantim canadense Dei Gratia. O navio havia sido abandonado há nove dias, sua tripulação nunca é encontrada.[2]
- 1881 — É publicada a primeira edição do Los Angeles Times.
- 1888 — O inventor norte-americano George Eastman registra a câmera Kodak.
- 1893 — Primeira Guerra de Matabele: uma patrulha de 34 soldados da Companhia Britânica da África do Sul é emboscada e aniquilada por mais de 3 000 guerreiros matabele no rio Shangani, em Matabelelândia (região localizada no sudoeste do Zimbábue).
- 1915 — Nos Estados Unidos, o Estado sulista da Geórgia reconhece a organização violentamente racista Ku Klux Klan.
- 1918 — O presidente dos Estados Unidos, Woodrow Wilson, embarca para as negociações de paz da Primeira Guerra Mundial em Versalhes, tornando-se o primeiro presidente dos Estados Unidos a viajar para a Europa enquanto estava no cargo.
- 1919 — Guerra de Independência da Ucrânia: A conspiração Polonsky é iniciada, com uma tentativa de assassinar o alto comando do Exército Insurgente Revolucionário da Ucrânia.[3]
- 1942 — Segunda Guerra Mundial: termina A Patrulha de Carlson durante a Campanha de Guadalcanal.
- 1956 — O Million Dollar Quartet (Elvis Presley, Jerry Lee Lewis, Carl Perkins e Johnny Cash) se reúne no Sun Studio pela primeira e última vez.
- 1963 — Promulgação pelo Papa Paulo VI do Sacrosanctum Concilium.
- 1964 — Movimento pela Liberdade de Expressão: A polícia prende mais de 800 estudantes na Universidade da Califórnia (UC), Berkeley, após sua tomada de poder e ocupação no prédio da administração em protesto contra a decisão dos regentes da UC de proibir protestos na propriedade da UC.
- 1965 — Lançamento da Gemini VII com tripulantes Frank Borman e Jim Lovell. A sonda Gemini VII foi o alvo passivo do primeiro encontro espacial tripulado realizado pela tripulação da Gemini VI-A.
- 1971 — Guerra Indo-Paquistanesa de 1971: a Índia invade massivamente o leste do Paquistão.
- 1974 — O voo 138 da Martinair cai na cordilheira Saptha Kanya, em Maskeliya, Sri Lanka, matando 191 pessoas.
- 1975 — A República do Suriname é admitida como Estado-Membro da ONU.
- 1977
  - Jean-Bédel Bokassa, presidente da República Centro-Africana, coroa-se Imperador Bokassa I do Império Centro-Africano.
  - O voo Malaysia Airlines 653 é sequestrado e cai em Tanjong Kupang, Johor, matando 100 pessoas.
- 1980 — O primeiro-ministro de Portugal, Francisco Sá Carneiro, e seis acompanhantes, morrem em queda de aeronave em Camarate, a norte de Lisboa.
- 1981 — A África do Sul concede independência à "pátria" Ciskei (não reconhecida por nenhum governo fora da África do Sul).
- 1982 — A República Popular da China adota sua atual constituição.
- 1983 — Aviões da Marinha dos EUA do ´porta-aviões USS John F. Kennedy e do USS Independence atacam locais de mísseis sírios no Líbano. Um A-6 Intruder e um A-7 Corsair são abatidos. Um piloto americano morre, um é resgatado e um é capturado.[4]
- 1984 — Guerra Civil do Sri Lanka: soldados do Exército do Sri Lanka matam de 107 a 150 civis em Mannar.
- 1991 — A Pan American World Airways cessa suas operações após 64 anos.
- 1998 — É lançado o Módulo Unity, o segundo módulo da Estação Espacial Internacional.
- 2005 — Dezenas de milhares de pessoas em Hong Kong protestam pela democracia e pedem ao governo que permita o sufrágio universal e igualitário.
- 2017 — O incêndio Thomas começa perto de Santa Paula, na Califórnia. Eventualmente, tornou-se o maior incêndio florestal da história moderna da Califórnia até hoje, depois de queimar 1 140 km2 nos condados de Ventura e Santa Bárbara.[5]
- 2024 — A assembleia Nacional da Coreia do Sul aprova revogação de lei marcial decretada horas antes pelo presidente Yoon Suk-yeol.

## Nascimentos

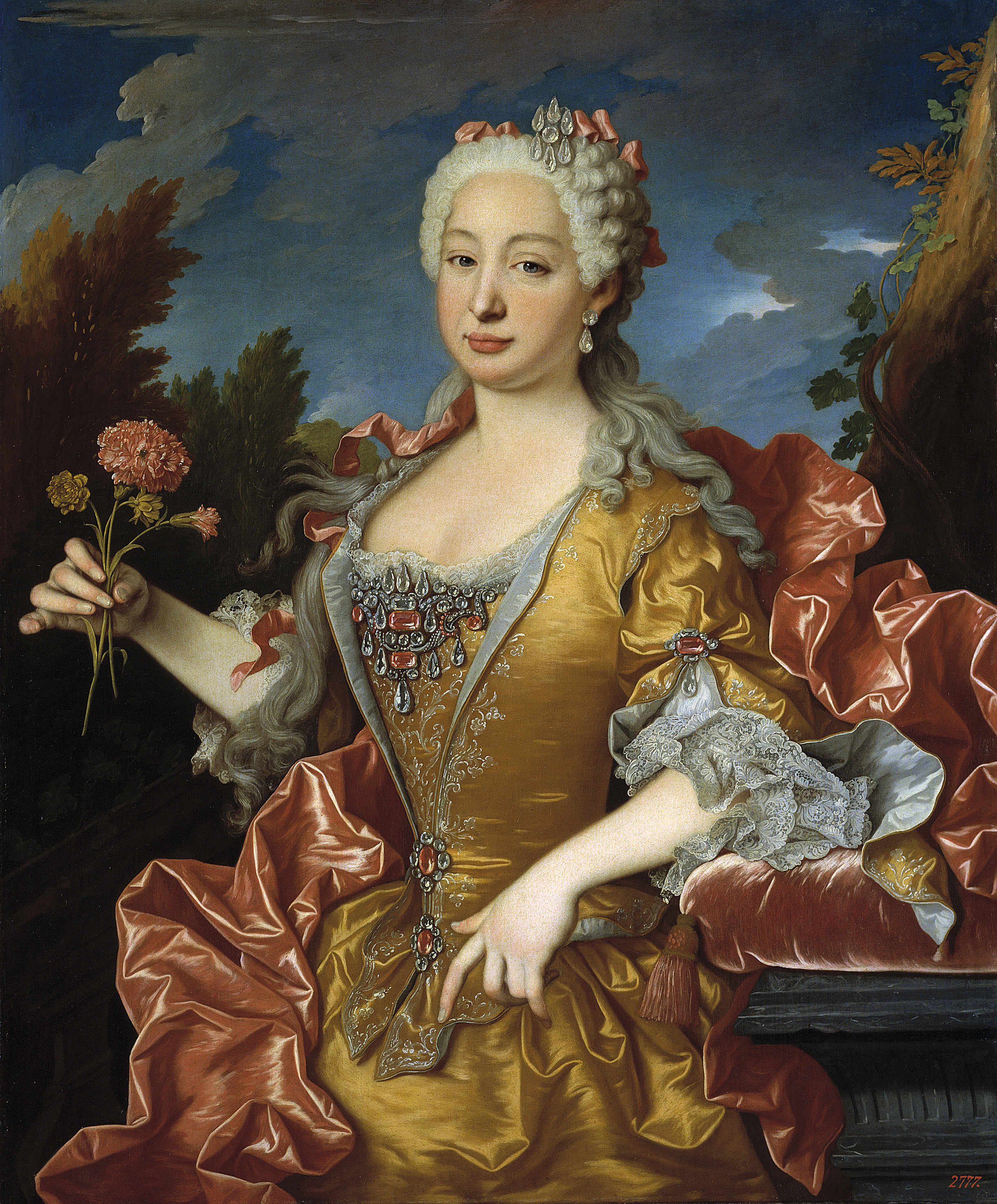
Maria Bárbara de Bragança

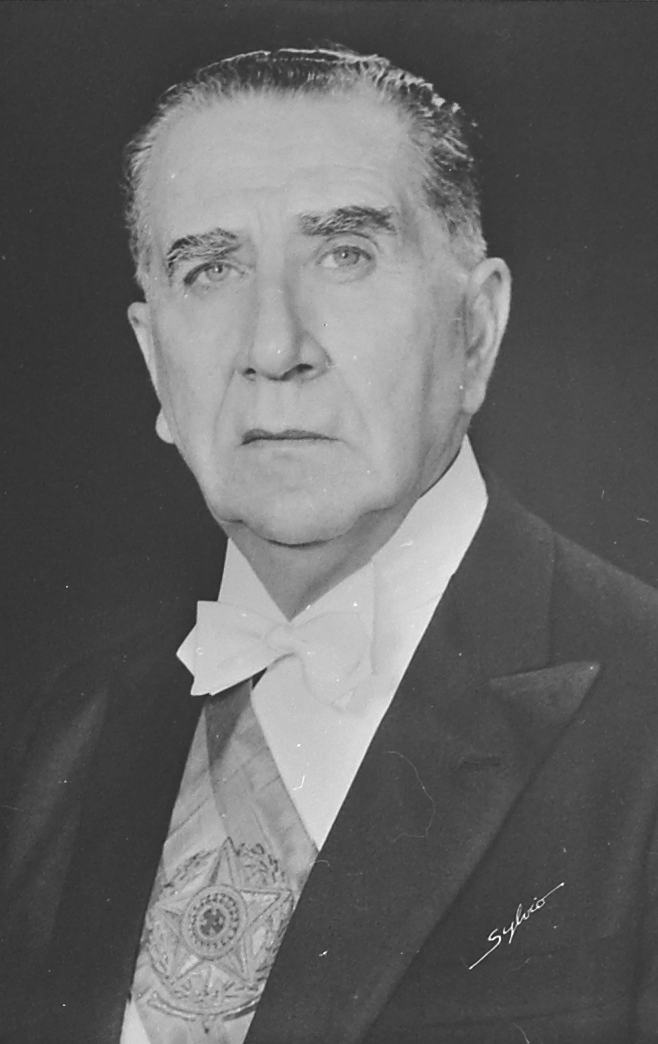
Emílio Garrastazu Médici

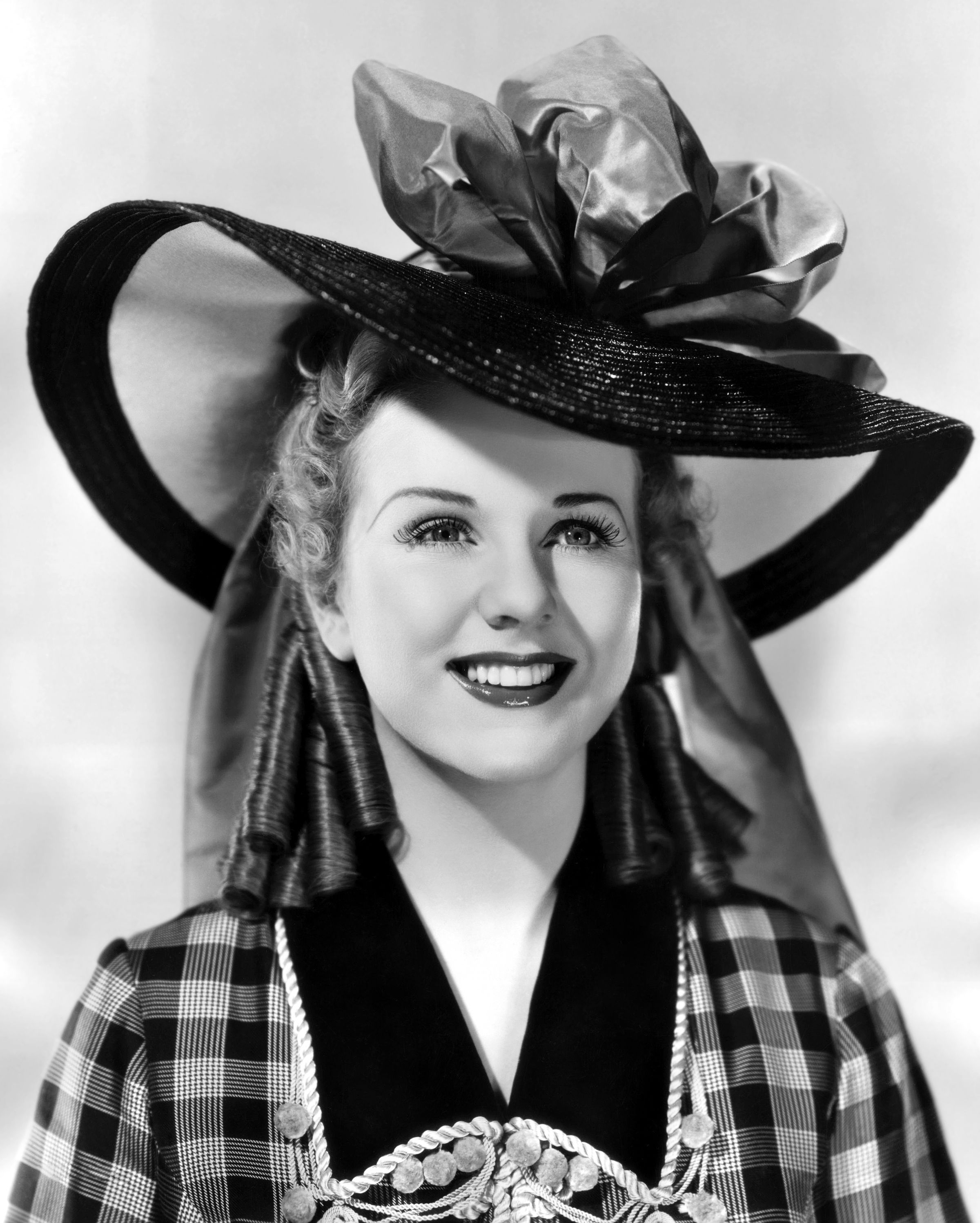
Deanna Durbin

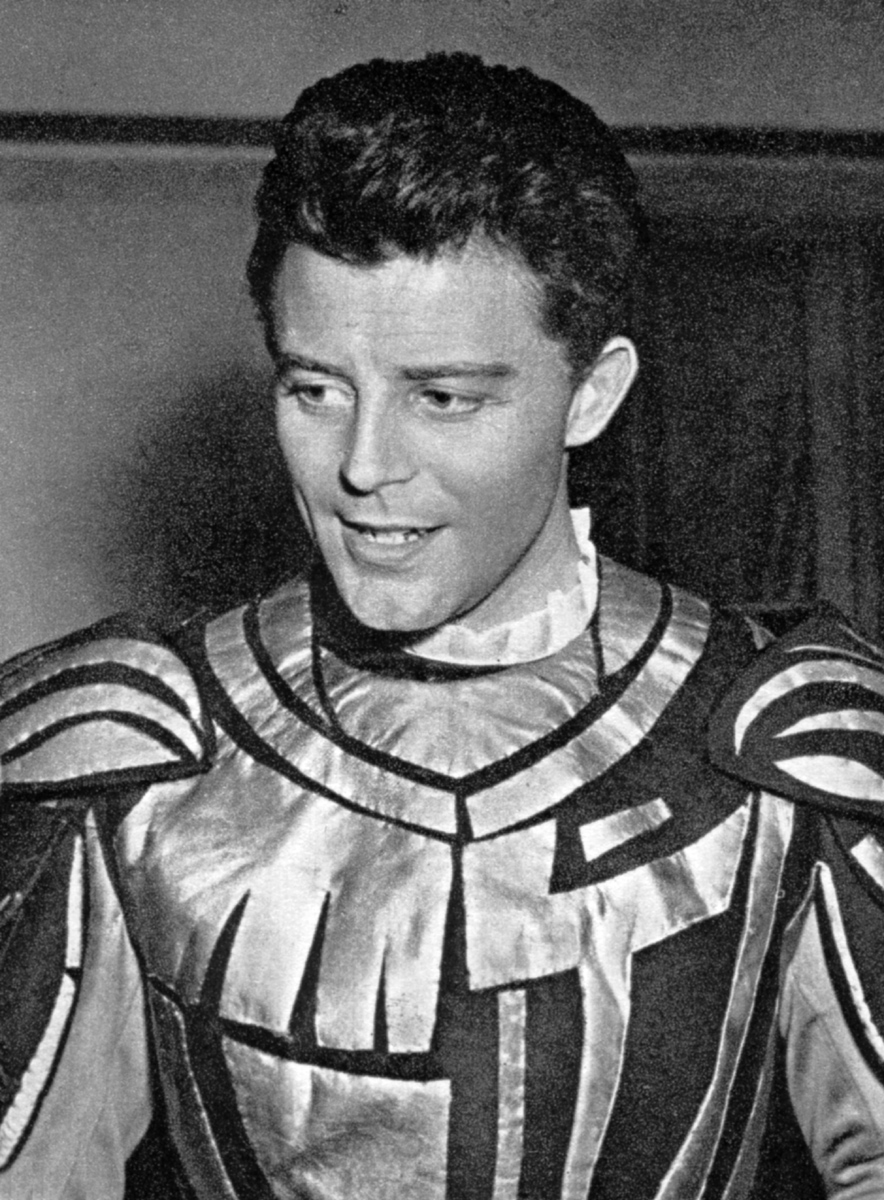
Gérard Philipe

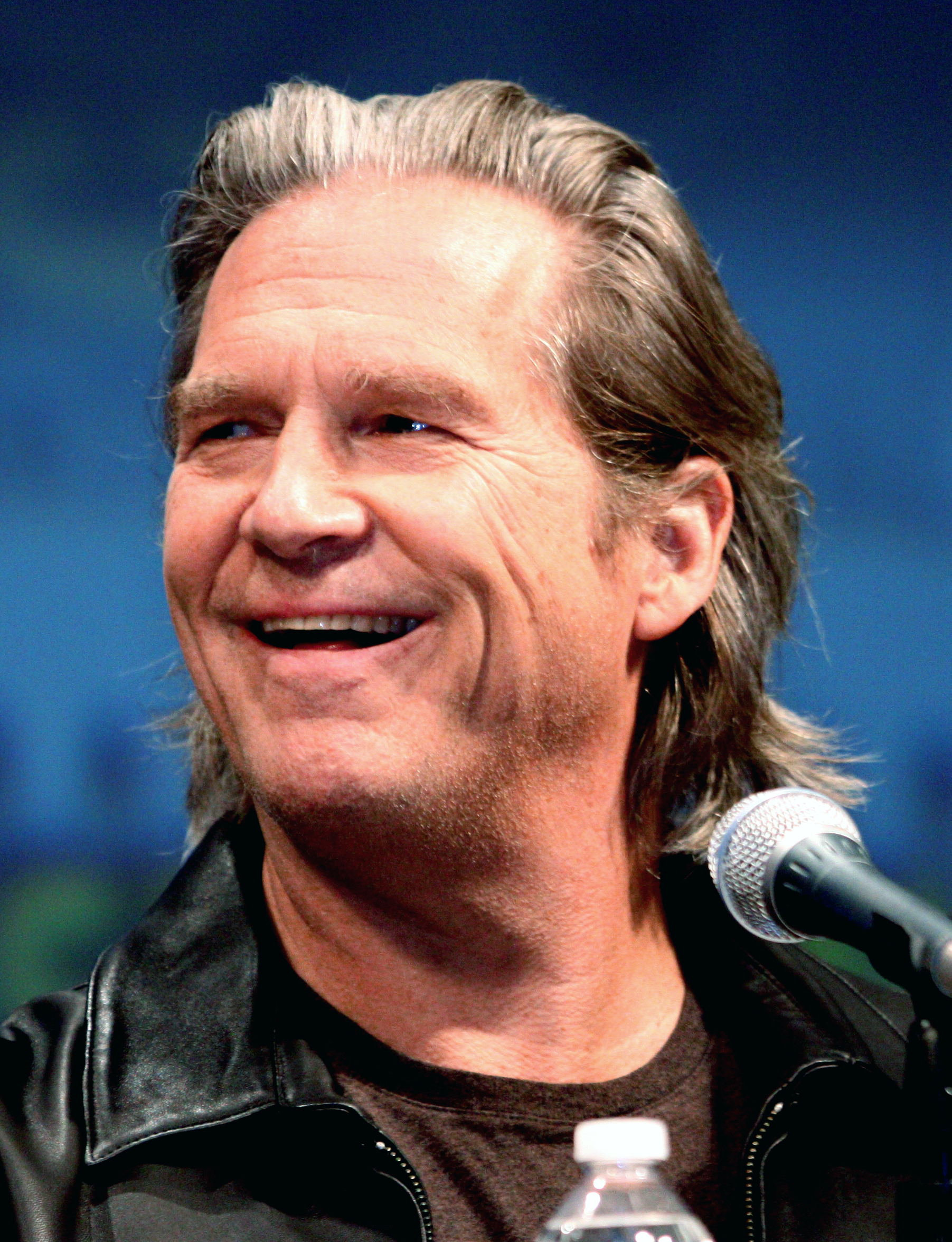
Jeff Bridges

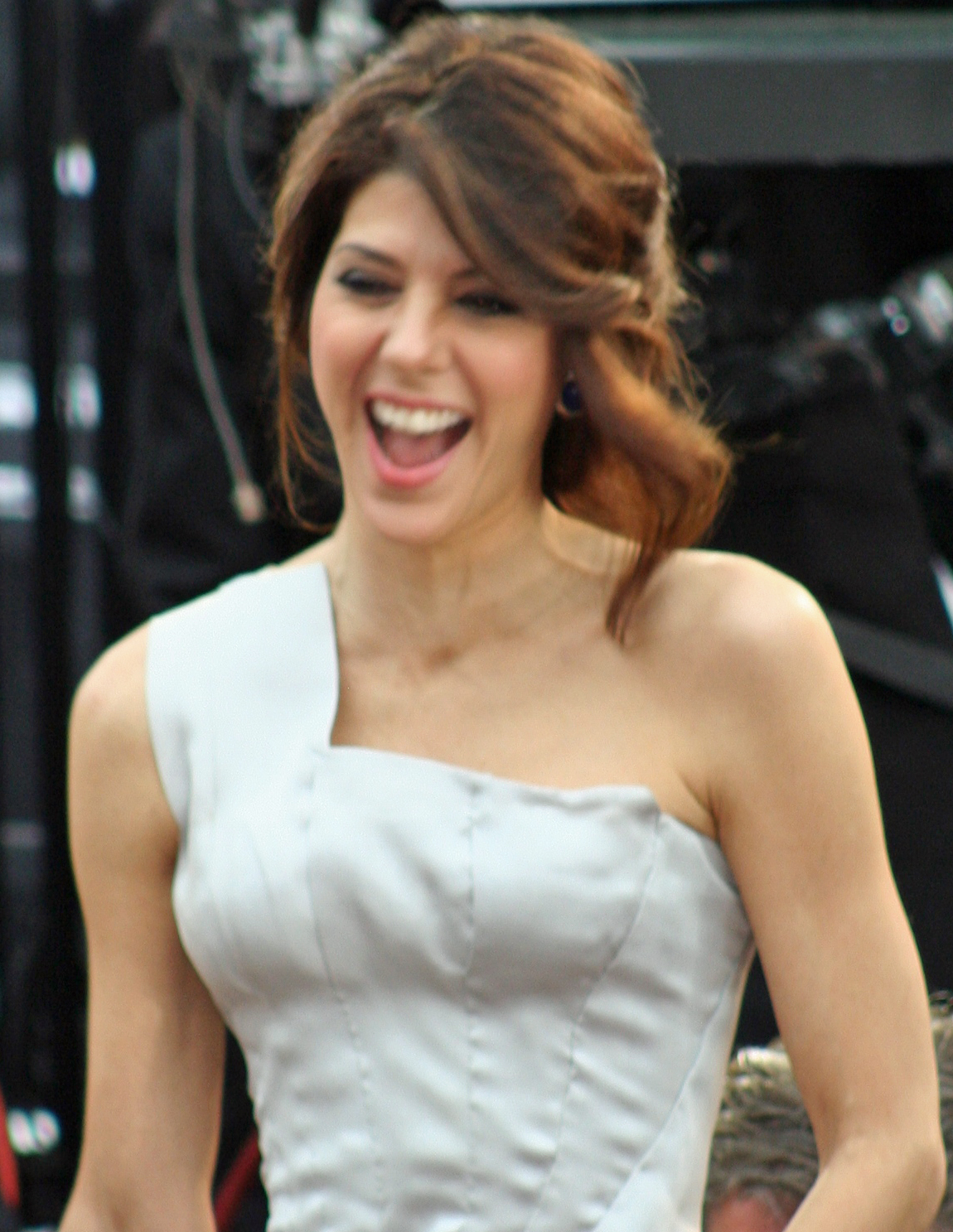
Marisa Tomei

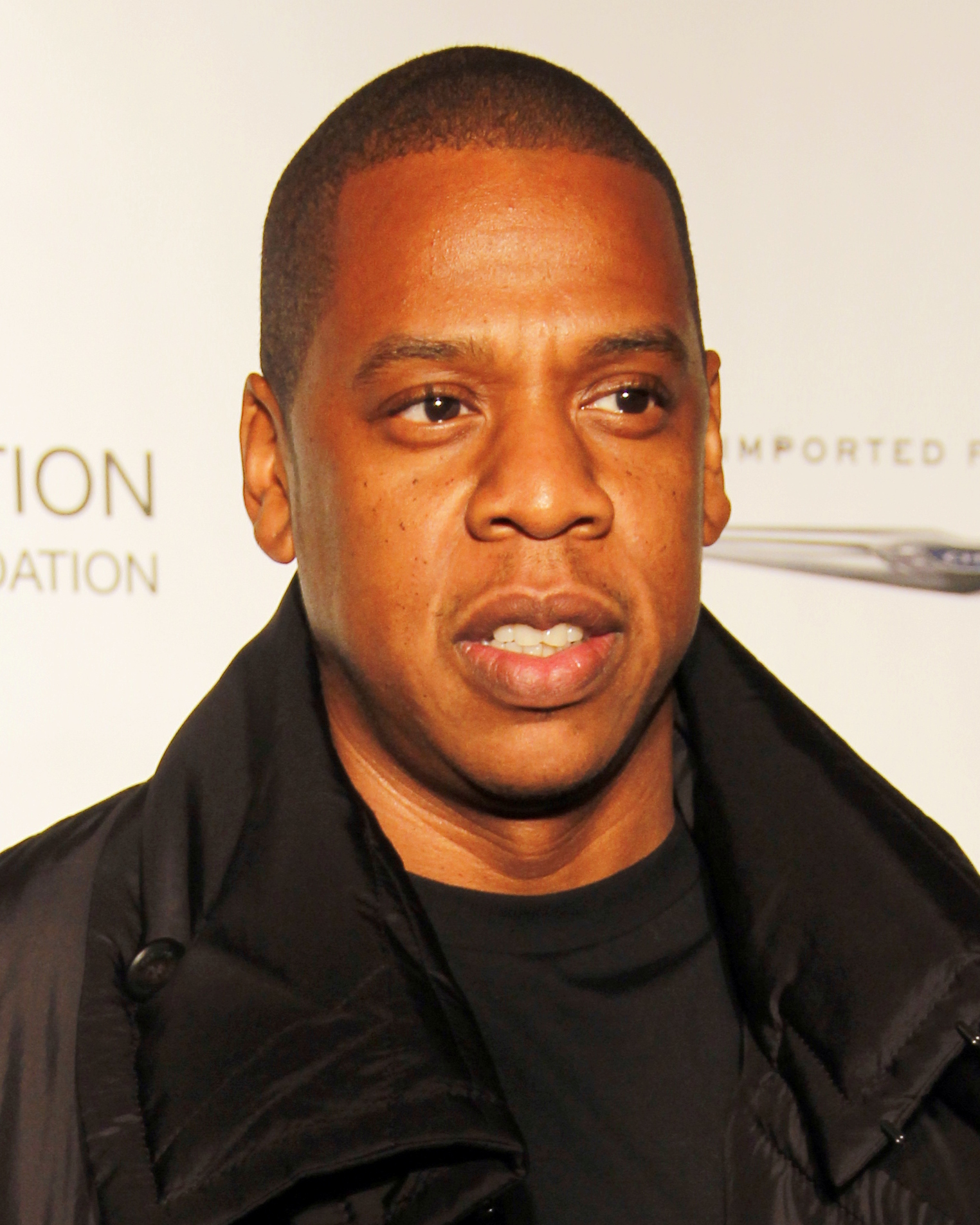
Jay-Z

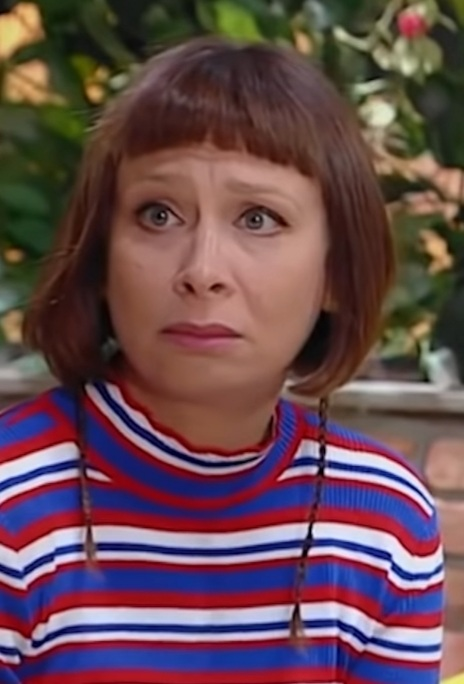
Katiuscia Canoro

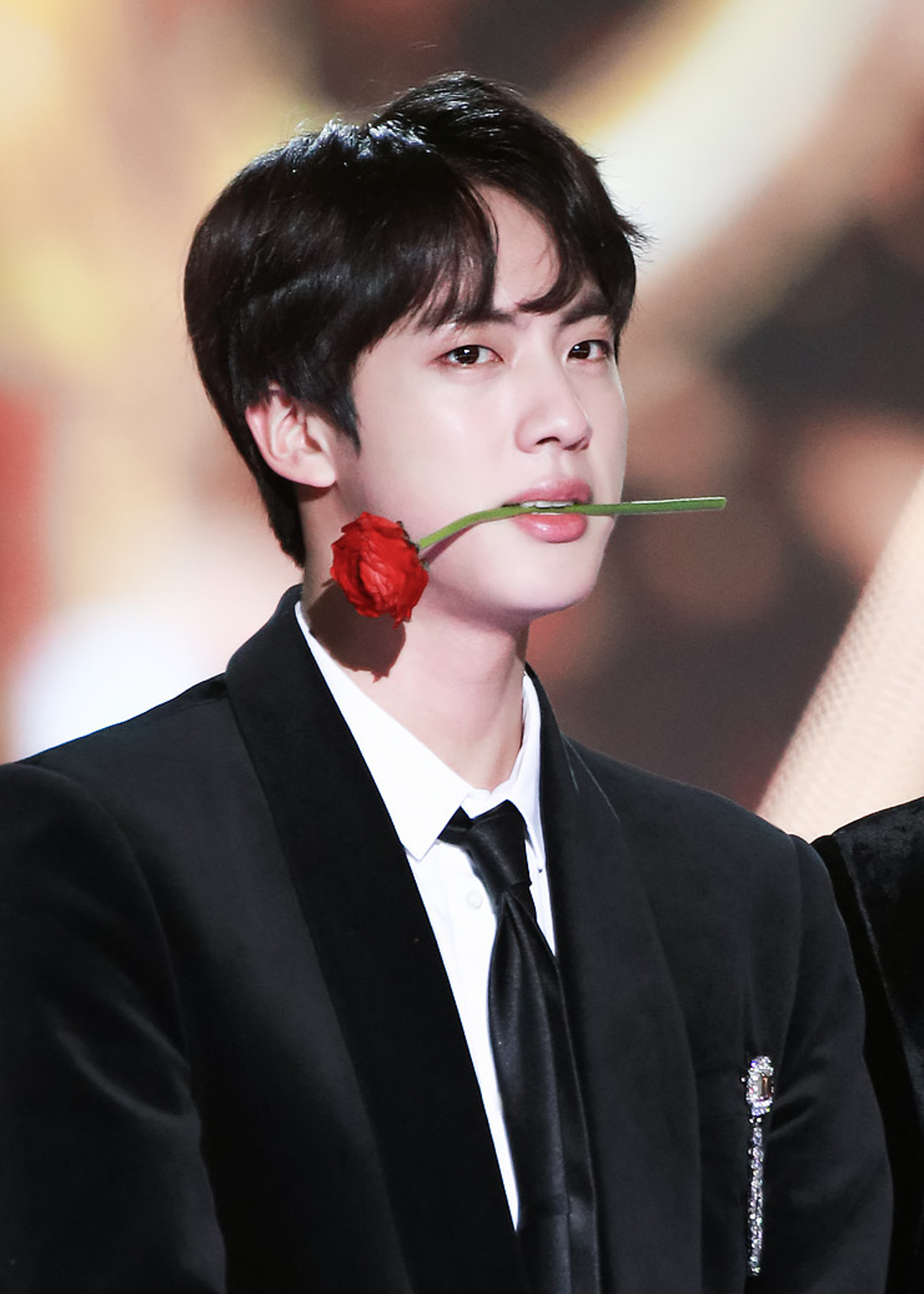
Jin

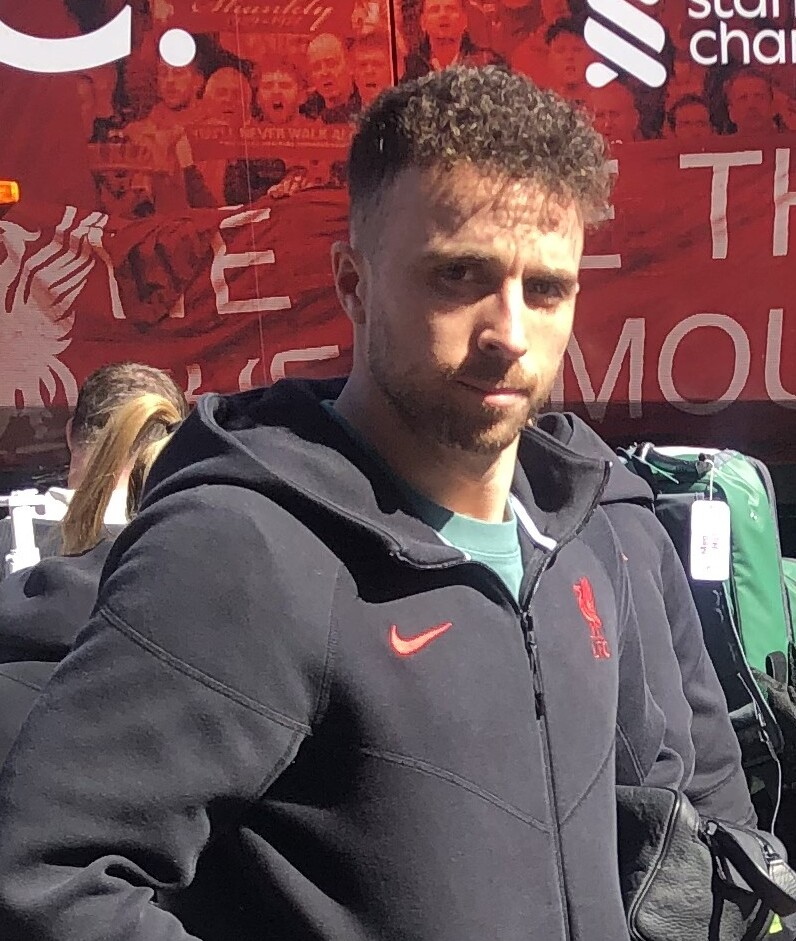
Diogo Jota

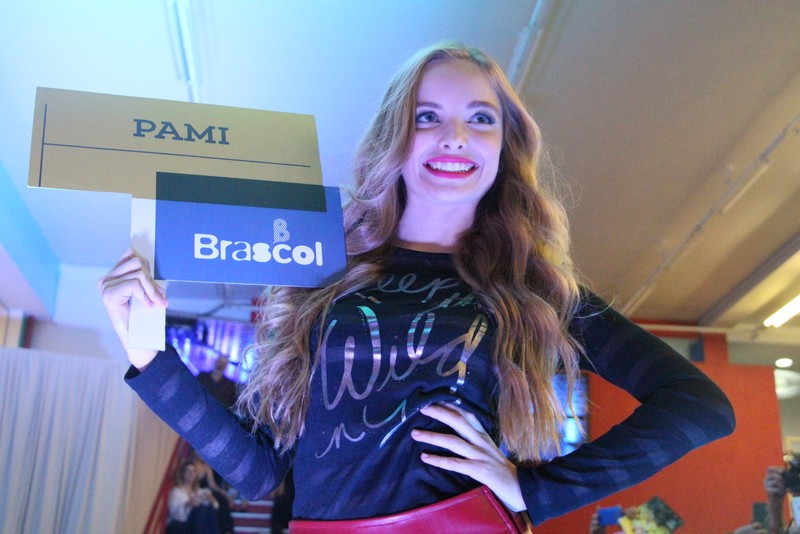
Giovanna Chaves

### Anteriores ao século XIX
- 0032 — Aulo Pérsio Flaco, poeta romano (m. 62).
- 1406 — Margarida de Orleães, nobre francesa (m. 1466).
- 1670 — John Aislabie, político britânico (m. 1742).
- 1711 — Maria Bárbara de Bragança, Rainha de Espanha (m. 1758).
- 1743 — Mary Spencer, nobre inglesa (m. 1812).
- 1713 — Gasparo Gozzi, escritor italiano (n. 1786).
- 1795 — Thomas Carlyle, ensaísta, crítico, sociólogo e historiador britânico (m. 1881).

### Século XIX
- 1808 — Maximiliano José, Duque na Baviera (m. 1888).
- 1821 — Ernst Wilhelm Leberecht Tempel, astrônomo alemão (m. 1889).
- 1822 — Frances Power Cobbe, ativista e escritora irlandesa (m. 1904).
- 1842 — Franz Xavier Wernz, padre jesuíta alemão (m. 1914).
- 1860 — Charles de Broqueville, político belga (m. 1940).
- 1865 — Edith Cavell, enfermeira britânica (m. 1915).
- 1869 — Georges Pallu, cineasta francês (m. 1948).
- 1871 — Elspeth Dudgeon, atriz escocesa (m. 1955).
- 1875 — Rainer Maria Rilke, poeta alemão (m. 1926).
- 1879
  - Eligio Ayala, político e advogado paraguaio (m. 1930).
  - Hamilton Harty, compositor e maestro irlandês (m. 1941).
  - Birger Sörvik, ginasta sueco (m. 1978).
- 1881 — Erwin von Witzleben, militar alemão (m. 1944).
- 1886 — Ludwig Bieberbach, matemático alemão (m. 1982).
- 1888 — Colin Kenny, ator irlandês (m. 1968).
- 1892
  - Benedito Valadares, político brasileiro (m. 1973).
  - Francisco Franco, general e político espanhol (m. 1975).
  - Liu Bocheng, militar e político chinês (m. 1986).
- 1898 — Xavier Zubiri, filósofo espanhol (m. 1983).
- 1900 — Waldemar Levy Cardoso, militar brasileiro (m. 2009).

### Século XX

#### 1901–1950
- 1902 — Viktor Kalisch, canoísta austríaco (m. 1976).
- 1905
  - Emílio Garrastazu Médici, militar e político brasileiro, 28.° presidente do Brasil (m. 1985).
  - Ambrogio Morelli, ciclista italiano (m. 2000).
- 1908
  - Alfred Day Hershey, microbiologista estadunidense (m. 1997).
  - Hermann Springer, futebolista suíço (m. 1978).
- 1909 — Carlos Pio da Áustria, Príncipe da Toscana (m. 1953).
- 1910
  - Alex North, compositor norte-americano (m. 1991).
  - Ramaswamy Venkataraman, político indiano (m. 2009).
- 1913 — Robert Adler, físico e inventor austríaco-americano (m. 2007).
- 1914 — Arthur Prior, filósofo neozelandês (m. 1969).
- 1918 — Kaarle Ojanen, enxadrista finlandês (m. 2009).
- 1920
  - Nadir Afonso, arquiteto e pintor português (m. 2013).
  - Michael Bates, ator britânico (m. 1978).
- 1921
  - Deanna Durbin, atriz e cantora canadense (m. 2013).
  - Carlos Franqui, jornalista, crítico de arte, ativista político e poeta cubano (m. 2010).
- 1922 — Gérard Philipe, ator francês (m. 1959).
- 1925 — Albert Bandura, psicólogo canadense (m. 2021).
- 1927
  - Jacinto Figueira Júnior, apresentador de televisão brasileiro (m. 2005).
  - William Labov, linguista norte-americano (m. 2024).
- 1928 — Hebe de Bonafini, ativista argentina (m. 2022).
- 1929 — Charles Gyamfi, futebolista e treinador de futebol ganês (m. 2015).
- 1930 — Jacqueline du Bief, ex-patinadora artística francesa.
- 1932
  - François Deguelt, cantor francês (m. 2014).
  - Roh Tae-woo, político e militar sul-coreano (m. 2021).
- 1933 — Horst Buchholz, ator alemão (m. 2003).
- 1937 — William Lombardy, enxadrista norte-americano (m. 2017).
- 1938 — Ana de Orléans, Duquesa da Calábria.
- 1940
  - Richard Robbins, compositor norte-americano (m. 2012).
  - Lizette Negreiros, atriz brasileira (m. 2022).
- 1941
  - Raúl Blanco, ex-futebolista e treinador de futebol argentino.
  - Javier Valdivia, ex-futebolista mexicano.
- 1942 — Gemma Jones, atriz britânica.
- 1944
  - Dennis Wilson, músico e compositor norte-americano (m. 1983).
  - François Migault, automobilista francês (m. 2012).
- 1945
  - Sten Pålsson, ex-futebolista sueco.
  - Luís Galvão Teles, jurista, cineasta, produtor de cinema e ator português.
- 1946
  - Daniel Carnevali, ex-futebolista argentino.
  - Bedeu, cantor e compositor brasileiro (m. 1999).
- 1947 — Ruben Zackhras, político marshallino (m. 2019).
- 1949
  - Jeff Bridges, ator estadunidense.
  - Arturo Salah, ex-futebolista, treinador de futebol e dirigente esportivo chileno.

#### 1951–2000
- 1951
  - Daniel Attias, diretor e produtor de televisão norte-americano.
  - Gary Rossington, guitarrista norte-americano (m. 2023).
- 1953 — Jean-Marie Pfaff, ex-futebolista belga.
- 1954 — Tony Todd, ator norte-americano (m. 2024).
- 1955
  - Manuel Machado, treinador de futebol português.
  - Philip Hammond, político britânico.
- 1956 — Marcel, ex-jogador de basquete brasileiro.
- 1957
  - Raul Boesel, ex-automobilista e DJ brasileiro.
  - Eric Steven Raymond, hacker e escritor norte-americano.
- 1958
  - Augusto Aras, jurista brasileiro.
  - Carlo Weis, ex-futebolista e treinador de futebol luxemburguês.
- 1959
  - Paul McGrath, ex-futebolista irlandês.
  - Marcel Pavel, cantor romeno.
- 1960 — Wang Yifu, atirador esportivo chinês.
- 1961
  - Florent Ibenge, ex-futebolista e treinador de futebol congolês.
  - Roy L. Dennis, adolescente americano que tinha displasia craniodiafisária (m. 1978).
- 1962 — Abdulaziz Al-Buloushi, ex-futebolista kuwaitiano.
- 1963
  - Jozef Sabovčík, ex-patinador artístico tchecoslovaco.
  - Sergey Bubka, ex-atleta de salto com vara e político ucraniano.
- 1964
  - Marisa Tomei, atriz estadunidense.
  - Chelsea Noble, atriz estadunidense.
  - Rob Harmeling, ex-ciclista neerlandês.
  - Jonathan Goldstein, ator, músico e diretor norte-americano.
- 1965
  - Ulf Kirsten, ex-futebolista alemão.
  - Carlos Carvalhal, ex-futebolista e treinador de futebol português.
  - Jan S. Eckert, baixista alemão.
  - Marcelo Queiroga, médico brasileiro.
- 1966
  - Masta Ace, rapper norte-americano.
  - Rui Poças, diretor de fotografia e cineasta português.
  - Vladimir Alekno, ex-jogador e treinador de vôlei russo.
  - Fred Armisen, músico e ator norte-americano.
- 1967 — Guillermo Amor, ex-futebolista e treinador de futebol espanhol.
- 1968 — Mike Barrowman, nadador norte-americano.
- 1969 — Jay-Z, rapper estadunidense.
- 1970
  - Kevin Sussman, ator norte-americano.
  - Fat Pat, rapper norte-americano (m. 1998).
- 1971 — Adam Horowitz, produtor de televisão norte-americano.
- 1972 — Sebastian Karpiniuk, político polonês (m. 2010).
- 1973
  - Tyra Banks, modelo e atriz norte-americana.
  - Ferry Corsten, DJ neerlandês.
- 1974
  - Anke Huber, ex-tenista alemã.
  - Reynaldo Parks, ex-futebolista costarriquenho.
  - Chico Mazza, músico brasileiro.
- 1975 — Fabio Góes, produtor musical brasileiro.
- 1976
  - Mbo Mpenza, ex-futebolista belga.
  - Luís Loureiro, ex-futebolista e treinador de futebol português.
- 1977
  - Lioubov Kilic, ex-jogadora de vôlei russa.
  - Jadílson, ex-futebolista brasileiro.
- 1978 — Katiuscia Canoro, atriz e humorista brasileira.
- 1979
  - Jay DeMerit, ex-futebolista norte-americano.
  - Christopher Kanu, ex-futebolista nigeriano.
  - Gigante Léo, humorista brasileiro.
- 1980
  - Stefan Pfannmöller, canoísta alemão.
  - Santiago Mitre, cineasta e roteirista argentino.
- 1981
  - Courtney Cummz, atriz estadunidense.
  - Iberê Thenório, youtuber brasileiro.
- 1982
  - Waldo Ponce, ex-futebolista chileno.
  - Mamadou Tall, ex-futebolista burquinês.
  - Ho-Pin Tung, automobilista chinês.
- 1983 — Charity Shea, atriz norte-americana.
- 1984 — Fabrice Jeandesboz, ex-ciclista francês.
- 1985
  - Rodrigo Tiuí, ex-futebolista brasileiro.
  - Emanuel Silva, canoísta português.
- 1986 — Maria Gadú, cantora brasileira.
- 1987
  - Orlando Brown, ator estadunidense.
  - Grégoire Leprince-Ringuet, ator francês.
- 1988
  - Justin Meram, futebolista norte-americano.
  - Mario Maurer, ator e modelo tailandês.
- 1990
  - Andriy Fedechko, pentatleta ucraniano.
  - Dylan Alcott, ex-tenista e ex-jogador de basquete australiano.
  - Roberto Heuchayer, futebolista brasileiro.
- 1991
  - Max Holloway, lutador norte-americano de artes marciais mistas.
  - Chaker Alhadhur, futebolista comorense.
- 1992 — Kim Seok-jin, cantor e compositor sul-coreano.
- 1993
  - Sireethorn Leeramwat, modelo tailandesa.
  - Taco van der Hoorn, ciclista neerlandês.
- 1994
  - Franco Morbidelli, motociclista italiano.
  - Leandro Trossard, futebolista belga.
  - Poompat Iam-samang, ator, cantor e modelo tailandês.
- 1995
  - Uche Henry Agbo, futebolista nigeriano.
  - Dina Asher-Smith, velocista britânica.
- 1996 — Diogo Jota, futebolista português (m. 2025).
- 1997
  - Kanawut Traipipattanapong, ator, cantor e modelo tailandês.
  - Martina Capurro Taborda, tenista argentina.
  - Maxime Lopez, futebolista francês.
- 1998 — Mihăiță Țigănescu, remador romeno.
- 1999
  - Tahith Chong, futebolista neerlandês.
  - Mauro Schmid, ciclista suíço.

### Século XXI
- 2001 — Giovanna Chaves, atriz, cantora e modelo brasileira.
- 2002 — Ahmed Hafnaoui, nadador tunisiano.
- 2004 — Sheng Lihao, atirador esportivo chinês.

## Mortes

### Anteriores ao século XIX
- 530 a.C. — Ciro II, rei da Pérsia (n. 600 a.C.).
- 0749 — João Damasceno, monge e santo sírio (n. 675).
- 0771 — Carlomano I, rei dos francos (n. 751).
- 1075 — Anno II, arcebispo e santo alemão (n. 1010).
- 1131 — Omar Caiam, poeta, astrônomo, matemático e filósofo persa (n. 1048).
- 1214 — Guilherme I, rei da Escócia (n. 1143).
- 1260 — Aymer de Valence, bispo inglês (n. 1222).
- 1270 — Teobaldo II de Navarra (n. 1239).
- 1334 — Papa João XXII (n. 1249).
- 1408 — Valentina Visconti, Duquesa de Orleães (n. 1371).
- 1456 — Carlos I, Duque de Bourbon (n. 1401).
- 1603 — Marten de Vos, pintor e desenhista flamengo (n. 1532).
- 1642 — Cardeal de Richelieu, político francês (n. 1585).
- 1679 — Thomas Hobbes, filósofo inglês (n. 1588).
- 1680 — Thomas Bartholin, médico, matemático e teólogo dinamarquês (n. 1616).
- 1696 — Imperatriz Meishō do Japão (n. 1624).
- 1732 — John Gay, poeta e dramaturgo britânico (n. 1685).
- 1798 — Luigi Galvani, físico italiano (n. 1737).

### Século XIX
- 1828 — Robert Jenkinson, 2.º Conde de Liverpool, político britânico (n. 1770).
- 1845 — Gregor MacGregor, soldado e explorador britânico (n. 1786).
- 1850 — William Sturgeon, físico e inventor britânico (n. 1783).
- 1893 — John Tyndall, físico e químico anglo-irlandês (n. 1820).

### Século XX
- 1905 — Henry Hugh Armstead, escultor e ilustrador britânico (n. 1828).
- 1935 — Charles Robert Richet, fisiologista francês (n. 1850).
- 1972 — Cynthia Spencer, Condessa Spencer (n. 1897).
- 1975 — Hannah Arendt, teórica política alemã (n. 1906).
- 1976
  - Benjamin Britten, compositor e pianista britânico (n. 1913).
  - Tommy Bolin, guitarrista estadunidense (n. 1951).
- 1979 — Walther Müller, físico alemão (n. 1905).
- 1980
  - Adelino Amaro da Costa, político português (n. 1943).
  - Francisco Sá Carneiro, político português (n. 1934).
- 1982 — Gildo de Freitas, cantor e compositor brasileiro (n. 1919).
- 1985 — Teixeirinha, compositor brasileiro (n. 1927).
- 1987 — Arnold Lobel, escritor norte-americano (n. 1933).
- 1991 — Moysés Baumstein, artista brasileiro (n. 1931).
- 1993 — Frank Zappa, músico estadunidense (n. 1940).
- 1994 — Julio Ramón Ribeyro, escritor peruano (n. 1929).

### Século XXI
- 2001 — Silvio Clementelli, produtor cinematográfico italiano (n. 1926).
- 2003 — Maria de Arruda Müller, educadora e poetisa brasileira (n. 1898).
- 2009
  - Eddie Fatu, wrestler samoano (n. 1973).
  - Jordi Solé Tura, político e jurista espanhol (n. 1930).
  - Vyacheslav Tikhonov, ator russo (n. 1928).
- 2011 — Sócrates, futebolista brasileiro (n. 1954).
- 2014 — Nikolai Brusentsov, cientista da computação russo (n. 1925).
- 2016 — Ferreira Gullar, poeta e escritor brasileiro (n. 1930).
- 2020 — Armando de Moraes Ancora Filho, general brasileiro (n. 1927).
- 2024 — Jacques Roubaud, escritor e matemático francês (n. 1932).

## Feriados e eventos cíclicos

### Brasil
- Dia do Orientador educacional
- Dia do Perito Criminal
- Dia do Trabalhador nas Minas de Carvão
- Dia do Podólogo
- Feriado municipal em Conchas, São Paulo.
- Feriado municipal em Santa Bárbara d'Oeste, São Paulo (dia da padroeira e aniversário da cidade)
- Aniversário da cidade de Terra Rica no Paraná
- Feriado Municipal na cidade de Criciúma (Santa Catarina)
- Festa de Santa Bárbara em Salvador, Bahia.

### Internacional
- Dia Latino-americano da Propaganda[6]

### Cristianismo
- Ada de Le Mans
- Anno II
- Bárbara de Nicomédia
- Clemente de Alexandria
- João Calábria
- João Damasceno
- Osmundo de Salisbury

## Outros calendários
- No calendário romano era o dia da véspera das nonas de dezembro.
- No calendário litúrgico tem a letra dominical B para o dia da semana.
- No calendário gregoriano a epacta do dia é xvii.